# لیگ قهرمانان آسیا ۲۰۱۳
لیگ قهرمانان آسیا ۲۰۱۳ سی و دومین دوره از مسابقات فوتبال باشگاهی سطح بالای آسیا بود که توسط کنفدراسیون فوتبال آسیا (ای‌اف‌سی) برگزار شد و یازدهمین دوره تحت عنوان فعلی لیگ قهرمانان آسیا بود. اولسان هیوندای، مدافع عنوان قهرمانی، نتوانست به مسابقات راه پیدا کند.
در فینال، تیم چینی گوانگژو اورگراند با شکست دادن تیم کره‌ای سئول با گل زده در خانه حریف، اولین عنوان قهرمانی خود را کسب کرد و به اولین تیم چینی تبدیل شد که قهرمان لیگ قهرمانان آسیا می‌شود (و دومین تیم چینی پس از لیائونینگ که قهرمان باشگاه‌های آسیا می‌شود و همچنین سومین فینال تیم چینی پس از شکست لیائونینگ مقابل استقلال ایران در جام باشگاه‌های آسیا ۹۱–۱۹۹۰) و به جام باشگاه‌های جهان ۲۰۱۳ راه یافت.

## تخصیص ورودی‌ها به ازای هر انجمن
ای‌اف‌سی رویه تصمیم‌گیری در مورد فدراسیون‌های شرکت‌کننده و تخصیص سهمیه‌ها را مشخص کرد و قرار بود بازرسی از فدراسیون‌های علاقه‌مند به شرکت در لیگ قهرمانان آسیا ۲۰۱۲ انجام شود و تصمیم نهایی توسط ای‌اف‌سی در نوامبر ۲۰۱۲اتخاذ شود.
معیارهای زیر برای شرکت در لیگ قهرمانان آسیا توسط ای‌اف‌سی در ژوئیه ۲۰۱۲ پیشنهاد شد:
- فدراسیون عضو برای واجد شرایط بودن برای شرکت در مسابقات باید حداقل ۶۰۰ امتیاز از ۱۰۰۰ امتیاز ممکن را طبق سیستم ارزیابی ای‌اف‌سی کسب کند.
- سهمیه‌های هر فدراسیون واجد شرایط بر اساس رتبه‌بندی امتیازی فدراسیون‌های عضو تعیین می‌شود:
  - دو فدراسیون عضو برتر در هر دو منطقه شرق و غرب، هر کدام چهار سهمیه مستقیم دریافت می‌کنند.
  - فدراسیون‌های عضو رتبه سوم، سه سهمیه مستقیم و یک سهمیه پلی آف دریافت می‌کنند.
  - فدراسیون‌های عضو رتبه چهارم، دو سهمیه مستقیم و یک سهمیه پلی آف دریافت می‌کنند.
  - فدراسیون‌های عضو رتبه پنجم، یک سهمیه مستقیم و یک سهمیه پلی آف دریافت می‌کنند.
  - فدراسیون‌های عضو رتبه ششم، هفتم و هشتم، هر کدام فقط یک سهمیه پلی آف دریافت می‌کنند.
- حداکثر تعداد سهمیه‌ها برای هر فدراسیون عضو، یک سوم تعداد کل باشگاه‌های لیگ برتر است (به عنوان مثال، استرالیا فقط می‌تواند حداکثر سه سهمیه در کل کسب کند زیرا فقط نه باشگاه مستقر در استرالیا در ای‌لیگ وجود دارد).

در ۲۹ نوامبر ۲۰۱۲، کمیته اجرایی ای‌اف‌سی سهمیه‌های لیگ قهرمانان آسیا ۲۰۱۳ را تصویب کرد. با این حال، این تخصیص نهایی سهمیه‌ها به طور کامل از پیشنهاد فوق پیروی نکرد.
| ارزیابی لیگ قهرمانان آسیا ۲۰۱۳ | ارزیابی لیگ قهرمانان آسیا ۲۰۱۳                                   |
| ------------------------------ | ---------------------------------------------------------------- |
|                                | معیارهای لازم را دارد (بیش از ۶۰۰ امتیاز)                        |
|                                | معیارها را برآورده نمی‌کند، اما جایگاه‌های اختصاص داده شده را دارد |
|                                | معیارها را برآورده نمی‌کند، جایگاه‌های اختصاص داده شده را ندارد    |

| رتبه  | انجمن عضو         | امتیاز | سهمیه‌ها      | سهمیه‌ها | سهمیه‌ها |
| رتبه  | انجمن عضو         | امتیاز | مرحله گروهی  | پلی آف  |         |
| ----- | ----------------- | ------ | ------------ | ------- | ------- |
| ۱     | عربستان سعودی     | ۸۶۰.۵  | ۴            | ۰       |         |
| ۲     | قطر               | ۸۳۸.۲  | ۴            | ۰       |         |
| ۳     | ایران             | ۸۱۳.۵  | ۳            | ۱       |         |
| ۴     | امارات متحده عربی | ۷۵۰.۲  | ۲            | ۲       |         |
| ۵     | ازبکستان          | ۸۶۰.۸  | [الف]۲[الف]  | ۱       |         |
| ۶     | هند               | −۱۰۶.۴ | ۰            | ۰       |         |
| ۷     | اردن              | −۱۲۸.۷ | ۰            | ۰       |         |
| مجموع | مجموع             | مجموع  | [الف]۱۴[الف] | ۴       |         |

| رتبه  | انجمن عضو | امتیاز | سهمیه‌ها      | سهمیه‌ها | سهمیه‌ها |
| رتبه  | انجمن عضو | امتیاز | مرحله گروهی  | پلی آف  |         |
| ----- | --------- | ------ | ------------ | ------- | ------- |
| ۱     | ژاپن      | ۹۴۶.۸  | ۴            | ۰       |         |
| ۲     | کره جنوبی | ۸۸۶.۶  | ۴            | ۰       |         |
| ۳     | چین       | ۷۹۶.۷  | ۴            | ۰       |         |
| ۴     | استرالیا  | ۵۶۷.۰  | ۱            | ۱       |         |
| ۵     | تایلند    | ۱۷۷.۲  | ۱            | ۱       |         |
| ۶     | سنگاپور   | −۱۳۵.۱ | ۰            | ۰       |         |
| ۷     | ویتنام    | −۸۱۵.۷ | ۰            | ۰       |         |
| مجموع | مجموع     | مجموع  | [الف]۱۵[الف] | ۲       |         |

نکات
1. ^ a b c یکی از دو تیم ازبکستان که مستقیماً به مرحله گروهی راه یافته بودند، به منطقه شرق منتقل شد.

## تیم‌ها
در جدول زیر، تعداد حضورها و آخرین حضورها فقط موارد از فصل ۰۳–۲۰۰۲ (شامل دورهای مقدماتی) را در نظر گرفته است، زمانی که این رقابت‌ها به لیگ قهرمانان آسیا تغییر نام داد.
| تیم                                                    | نحوه صلاحیت                                                                 | حضور                                                   | آخرین                                                  |
| تیم‌های راه‌یافته مستقیم به مرحله گروهی (گروه‌های A تا D) | تیم‌های راه‌یافته مستقیم به مرحله گروهی (گروه‌های A تا D)                      | تیم‌های راه‌یافته مستقیم به مرحله گروهی (گروه‌های A تا D) | تیم‌های راه‌یافته مستقیم به مرحله گروهی (گروه‌های A تا D) |
| ------------------------------------------------------ | --------------------------------------------------------------------------- | ------------------------------------------------------ | ------------------------------------------------------ |
| الشباب                                                 | قهرمان لیگ حرفه‌ای عربستان ۱۲–۲۰۱۱                                           | هفتمین                                                 | ۲۰۱۱                                                   |
| الاهلی                                                 | قهرمان جام پادشاهی عربستان ۲۰۱۲ نایب قهرمان لیگ حرفه‌ای عربستان ۱۲–۲۰۱۱      | ششمین                                                  | ۲۰۱۲                                                   |
| الهلال                                                 | رتبه سوم لیگ حرفه‌ای عربستان ۱۲–۲۰۱۱                                         | نهمین                                                  | ۲۰۱۲                                                   |
| الاتفاق                                                | رتبه چهارم لیگ حرفه‌ای عربستان ۱۲–۲۰۱۱                                       | سومین                                                  | ۲۰۱۲                                                   |
| لخویا                                                  | قهرمان لیگ ستارگان قطر ۱۲–۲۰۱۱                                              | دومین                                                  | ۲۰۱۲                                                   |
| الغرافه                                                | قهرمان جام امیر قطر ۲۰۱۲                                                    | هشتمین                                                 | ۲۰۱۲                                                   |
| الجیش                                                  | نایب قهرمان لیگ ستارگان قطر ۱۲–۲۰۱۱                                         | اولین                                                  | نداشته                                                 |
| الریان                                                 | رتبه سوم لیگ ستارگان قطر ۱۲–۲۰۱۱                                            | پنجمین                                                 | ۲۰۱۲                                                   |
| سپاهان                                                 | قهرمان لیگ برتر فوتبال ایران ۹۱–۱۳۹۰                                        | نهمین                                                  | ۲۰۱۲                                                   |
| استقلال                                                | قهرمان جام حذفی فوتبال ایران ۹۱–۱۳۹۰ رتبه سوم لیگ برتر فوتبال ایران ۹۱–۱۳۹۰ | ششمین                                                  | ۲۰۱۲                                                   |
| تراکتور سازی                                           | نایب قهرمان لیگ برتر فوتبال ایران ۹۱–۱۳۹۰                                   | اولین                                                  | نداشته                                                 |
| العین                                                  | قهرمان لیگ برتر امارات ۱۲–۲۰۱۱                                              | هشتمین                                                 | ۲۰۱۱                                                   |
| الجزیره                                                | قهرمان جام رئیس دولت امارات ۱۲–۲۰۱۱                                         | پنجمین                                                 | ۲۰۱۲                                                   |
| پاختاکور                                               | قهرمان لیگ ازبکستان ۲۰۱۲                                                    | یازدهمین                                               | ۲۰۱۲                                                   |
| شرکت‌کنندگان پلی آف مقدماتی                             |                                                                             |                                                        |                                                        |
| صبای قم                                                | رتبه چهارم لیگ برتر فوتبال ایران ۹۱–۱۳۹۰                                    | سومین                                                  | ۲۰۰۹                                                   |
| النصر                                                  | نایب قهرمان لیگ برتر امارات ۱۲–۲۰۱۱                                         | دومین                                                  | ۲۰۱۲                                                   |
| الشباب العربی                                          | رتبه سوم لیگ برتر امارات ۱۲–۲۰۱۱                                            | سومین                                                  | ۲۰۱۲                                                   |
| لوکوموتیو تاشکند                                       | رتبه سوم لیگ ازبکستان ۲۰۱۲                                                  | اولین                                                  | نداشته                                                 |

| تیم                                             | نحوه صلاحیت                                                 | حضور                                            | آخرین                                           |
| شرکت‌کنندگان مستقیم مرحله گروهی (گروه‌های E تا H) | شرکت‌کنندگان مستقیم مرحله گروهی (گروه‌های E تا H)             | شرکت‌کنندگان مستقیم مرحله گروهی (گروه‌های E تا H) | شرکت‌کنندگان مستقیم مرحله گروهی (گروه‌های E تا H) |
| ----------------------------------------------- | ----------------------------------------------------------- | ----------------------------------------------- | ----------------------------------------------- |
| سانفریس هیروشیما                                | قهرمان دسته اول جی‌لیگ ۲۰۱۲                                  | دومین                                           | ۲۰۱۰                                            |
| کاشیوا ریسول                                    | قهرمان جام امپراتور ۲۰۱۲                                    | دومین                                           | ۲۰۱۲                                            |
| وگالتا سندای                                    | نایب قهرمان دسته اول جی‌لیگ ۲۰۱۲                             | اولین                                           | نداشته                                          |
| اوراوا رد دایموندز                              | رتبه سوم دسته اول جی‌لیگ ۲۰۱۲                                | سومین                                           | ۲۰۰۸                                            |
| سئول                                            | قهرمان کی‌لیگ ۲۰۱۲                                           | سومین                                           | ۲۰۱۱                                            |
| پوهانگ استیلرز                                  | قهرمان جام حذفی کره ۲۰۱۲ رتبه سوم کی‌لیگ ۲۰۱۲                | پنجمین                                          | ۲۰۱۲                                            |
| چونبوک هیوندای موتورز                           | نایب قهرمان کی‌لیگ ۲۰۱۲                                      | هفتمین                                          | ۲۰۱۲                                            |
| سوون سامسونگ بلووینگز                           | رتبه چهارم کی‌لیگ ۲۰۱۲                                       | پنجمین                                          | ۲۰۱۱                                            |
| گوانگژو اورگراند                                | قهرمان سوپر لیگ چین ۲۰۱۲ قهرمان جام حذفی چین ۲۰۱۲           | دومین                                           | ۲۰۱۲                                            |
| جیانگسو سینتی                                   | نایب قهرمان سوپر لیگ چین ۲۰۱۲                               | اولین                                           | نداشته                                          |
| بیجینگ گوان                                     | رتبه سوم سوپر لیگ چین ۲۰۱۲                                  | پنجمین                                          | ۲۰۱۲                                            |
| گوئیژو رن                                       | رتبه چهارم سوپر لیگ چین ۲۰۱۲                                | اولین                                           | نداشته                                          |
| بنیادکار                                        | قهرمان جام حذفی ازبکستان ۲۰۱۲ نایب قهرمان لیگ ازبکستان ۲۰۱۲ | ششمین                                           | ۲۰۱۲                                            |
| سنترال کوست مارینرز                             | رتبه اول ای‌لیگ ۱۲–۲۰۱۱                                      | سومین                                           | ۲۰۱۲                                            |
| موانگتونگ یونایتد                               | قهرمان لیگ برتر تایلند ۲۰۱۲                                 | سومین                                           | ۲۰۱۱                                            |
| شرکت‌کنندگان پلی آف مقدماتی                      |                                                             |                                                 |                                                 |
| بریزبن رور                                      | قهرمان فینال بزرگ ای‌لیگ ۲۰۱۲                                | دومین                                           | ۲۰۱۲                                            |
| بوریرام یونایتد                                 | قهرمان جام حذفی تایلند ۲۰۱۲                                 | سومین                                           | ۲۰۱۲                                            |

## برنامه
برنامه مسابقات به شرح زیر بود (تمام قرعه‌کشی‌ها در دفتر مرکزی ای‌اف‌سی در کوالا لامپور، مالزی برگزار شد).
| مرحله          | دور           | تاریخ قرعه‌کشی | بازی رفت             | بازی برگشت           |
| -------------- | ------------- | ------------- | -------------------- | -------------------- |
| پلی آف مقدماتی | دور ۱         | ۶ دسامبر ۲۰۱۲ | ۹ فوریه ۲۰۱۳         | ۹ فوریه ۲۰۱۳         |
| مرحله گروهی    | هفته ۱        | ۶ دسامبر ۲۰۱۲ | ۲۶–۲۷ فوریه ۲۰۱۳     | ۲۶–۲۷ فوریه ۲۰۱۳     |
| مرحله گروهی    | هفته ۲        | ۶ دسامبر ۲۰۱۲ | ۱۲–۱۳ مارس ۲۰۱۳      | ۱۲–۱۳ مارس ۲۰۱۳      |
| مرحله گروهی    | هفته ۳        | ۶ دسامبر ۲۰۱۲ | ۲–۳ آوریل ۲۰۱۳       | ۲–۳ آوریل ۲۰۱۳       |
| مرحله گروهی    | هفته ۴        | ۶ دسامبر ۲۰۱۲ | ۹–۱۰ آوریل ۲۰۱۳      | ۹–۱۰ آوریل ۲۰۱۳      |
| مرحله گروهی    | هفته ۵        | ۶ دسامبر ۲۰۱۲ | ۲۳–۲۴ آوریل ۲۰۱۳     | ۲۳–۲۴ آوریل ۲۰۱۳     |
| مرحله گروهی    | هفته ۶        | ۶ دسامبر ۲۰۱۲ | ۳۰ آوریل – ۱ مه ۲۰۱۳ | ۳۰ آوریل – ۱ مه ۲۰۱۳ |
| مرحله حذفی     | یک‌هشتم نهایی  | ۶ دسامبر ۲۰۱۲ | ۱۴–۱۵ مه ۲۰۱۳        | ۲۱–۲۲ مه ۲۰۱۳        |
| مرحله حذفی     | یک‌چهارم نهایی | ۲۰ ژوئن ۲۰۱۲  | ۲۱ اوت ۲۰۱۳          | ۱۸ سپتامبر ۲۰۱۳      |
| مرحله حذفی     | نیمه نهایی    | ۲۰ ژوئن ۲۰۱۲  | ۲۵ سپتامبر ۲۰۱۳      | ۲ اکتبر ۲۰۱۳         |
| مرحله حذفی     | فینال         | ۲۰ ژوئن ۲۰۱۲  | ۲۶ اکتبر ۲۰۱۳        | ۹ نوامبر ۲۰۱۳        |

### تغییرات
تغییرات زیر در قالب این رقابت‌ها در مقایسه با سال قبل اعمال شد:
- بازندگان پلی آف مقدماتی لیگ قهرمانان آسیا دیگر به ای‌اف‌سی کاپ نمی‌روند.
- مرحله یک‌هشتم نهایی به جای تک بازی، به صورت رفت و برگشت برگزار می‌شود.[۵]
- فینال به جای تک‌بازی، به صورت رفت و برگشت برگزار می‌شود.[۸]

## پلی آف مقدماتی
قرعه‌کشی مرحله پلی آف مقدماتی در ۶ دسامبر ۲۰۱۲ برگزار شد. هر مسابقه به صورت تک‌بازی برگزار شد و در صورت لزوم از وقت اضافه و ضربات پنالتی برای تعیین برنده استفاده شد. برندگان هر مسابقه به مرحله گروهی راه یافتند تا به ۲۹ تیم دیگر بپیوندند.
| تیم ۱           | نتیجه             | تیم ۲            |
| منطقه غرب       | منطقه غرب         | منطقه غرب        |
| --------------- | ----------------- | ---------------- |
| صبای قم         | ۱–۱ (و.ا) (۵–۳ پ) | الشباب العربی    |
| النصر           | ۳–۲               | لوکوموتیو تاشکند |
| منطقهٔ شرق       |                   |                  |
| بوریرام یونایتد | ۰–۰ (و.ا) (۰–۳ پ) | بریزبن رور       |

نکته:
- در قرعه‌کشی اولیه، امتیاز میزبانی به بریزبن رور داده شد، اما بعداً به دلیل تغییر زمان مسابقه از تاریخ اصلی، طبق توافق بین دو تیم، این مسابقه به میزبانی بوریرام یونایتد تغییر یافت.[۱۰]

## مرحله گروهی
قرعه‌کشی مرحله گروهی در ۶ دسامبر ۲۰۱۲ برگزار شد. ۳۲ تیم در هشت گروه چهار تیمی قرار گرفتند. تیم‌های یک فدراسیون نمی‌توانستند در یک گروه قرار بگیرند. هر گروه به صورت رفت و برگشت برگزار شد. تیم‌های اول و دوم هر گروه به مرحله یک‌هشتم نهایی راه یافتند.
معیارهای تساوی‌شکن
باشگاه‌ها بر اساس امتیاز رتبه‌بندی می‌شوند و معیارهای تساوی‌شکن به ترتیب زیر است:
1. تعداد امتیازات بیشتر کسب شده در مسابقات گروهی بین تیم‌های مربوطه؛
2. تفاضل گل حاصل از مسابقات گروهی بین تیم‌های مربوطه؛
3. تعداد گل‌های زده شده بیشتر در مسابقات گروهی بین تیم‌های مربوطه؛ (گل‌های زده شده در خانه حریف لحاظ نمی‌شوند)
4. تفاضل گل در تمام مسابقات گروهی؛
5. تعداد گل‌های زده شده بیشتر در تمام مسابقات گروهی؛
6. ضربات پنالتی در صورتی که فقط دو تیم درگیر باشند و هر دو در زمین بازی باشند؛
7. امتیاز کمتر بر اساس تعداد کارت‌های زرد و قرمز دریافت شده در مسابقات گروهی محاسبه می‌شود؛ (۱ امتیاز برای هر کارت زرد، ۳ امتیاز برای هر کارت قرمز در نتیجه دو کارت زرد، ۳ امتیاز برای هر کارت قرمز مستقیم، ۴ امتیاز برای هر کارت زرد و به دنبال آن یک کارت قرمز مستقیم)
8. قرعه‌کشی.

### گروه A
| رتبه | تیم          | بازی | برد | تساوی | باخت | گل‌زده | گل‌خورده | تفاضل‌گل | امتیاز | صلاحیت             |
| ---- | ------------ | ---- | --- | ----- | ---- | ----- | ------- | ------- | ------ | ------------------ |
| ۱    | الشباب       | ۶    | ۴   | ۱     | ۱    | ۷     | ۵       | ۲+      | ۱۳     | صعود به مرحله حذفی |
| ۲    | الجیش        | ۶    | ۳   | ۲     | ۱    | ۱۴    | ۹       | ۵+      | ۱۱     | صعود به مرحله حذفی |
| ۳    | الجزیره      | ۶    | ۱   | ۲     | ۳    | ۷     | ۱۰      | ۳−      | ۵      |                    |
| ۴    | تراکتور سازی | ۶    | ‍‍۱   | ۱     | ۴    | ۸     | ۱۲      | ۴−      | ۴      |                    |

### گروه B
| رتبه | تیم           | بازی | برد | تساوی | باخت | گل‌زده | گل‌خورده | تفاضل‌گل | امتیاز | صلاحیت             |
| ---- | ------------- | ---- | --- | ----- | ---- | ----- | ------- | ------- | ------ | ------------------ |
| ۱    | لخویا         | ۶    | ۳   | ۲     | ۱    | ۱۰    | ۷       | ۳+      | ۱۱     | صعود به مرحله حذفی |
| ۲    | الشباب العربی | ۶    | ۳   | ۰     | ۳    | ۸     | ۹       | ۱−      | ۹      | صعود به مرحله حذفی |
| ۳    | الاتفاق       | ۶    | ۲   | ۱     | ۳    | ۶     | ۵       | ۱+      | ۷      |                    |
| ۴    | پاختاکور      | ۶    | ۲   | ۱     | ۳    | ۶     | ۹       | ۳−      | ۷      |                    |

### گروه C
| رتبه | تیم     | بازی | برد | تساوی | باخت | گل‌زده | گل‌خورده | تفاضل‌گل | امتیاز | صلاحیت             |
| ---- | ------- | ---- | --- | ----- | ---- | ----- | ------- | ------- | ------ | ------------------ |
| ۱    | الاهلی  | ۶    | ۴   | ۲     | ۰    | ۱۶    | ۸       | ۸+      | ۱۴     | صعود به مرحله حذفی |
| ۲    | الغرافه | ۶    | ۳   | ۱     | ۲    | ۱۳    | ۱۱      | ۲+      | ۱۰     | صعود به مرحله حذفی |
| ۳    | سپاهان  | ۶    | ۳   | ۰     | ۳    | ۱۲    | ۱۳      | ۱−      | ۹      |                    |
| ۴    | النصر   | ۶    | ۰   | ۱     | ۵    | ۷     | ۱۶      | ۹−      | ۱      |                    |

### گروه D
| رتبه | تیم     | بازی | برد | تساوی | باخت | گل‌زده | گل‌خورده | تفاضل‌گل | امتیاز | صلاحیت             |
| ---- | ------- | ---- | --- | ----- | ---- | ----- | ------- | ------- | ------ | ------------------ |
| ۱    | استقلال | ۶    | ۴   | ۱     | ۱    | ۱۱    | ۵       | ۶+      | ۱۳     | صعود به مرحله حذفی |
| ۲    | الهلال  | ۶    | ۴   | ۰     | ۲    | ۱۰    | ۶       | ۴+      | ۱۲     | صعود به مرحله حذفی |
| ۳    | العین   | ۶    | ۲   | ۰     | ۴    | ۶     | ۹       | ۳−      | ۶      |                    |
| ۴    | الریان  | ۶    | ۱   | ۱     | ۴    | ۷     | ۱۴      | ۷−      | ۴      |                    |

### گروه E
| رتبه | تیم             | بازی | برد | تساوی | باخت | گل‌زده | گل‌خورده | تفاضل‌گل | امتیاز | صلاحیت             |
| ---- | --------------- | ---- | --- | ----- | ---- | ----- | ------- | ------- | ------ | ------------------ |
| ۱    | سئول            | ۶    | ۳   | ۲     | ۱    | ۱۱    | ۵       | ۶+      | ۱۱     | صعود به مرحله حذفی |
| ۲    | بوریرام یونایتد | ۶    | ۱   | ۴     | ۱    | ۶     | ۶       | ۰       | ۷      | صعود به مرحله حذفی |
| ۳    | جیانگسو سینتی   | ۶    | ۲   | ۱     | ۳    | ۵     | ۱۰      | ۵−      | ۷      |                    |
| ۴    | وگالتا سندای    | ۶    | ۱   | ۳     | ۲    | ۵     | ۶       | ۱−      | ۶      |                    |

### گروه F
| رتبه | تیم                   | بازی | برد | تساوی | باخت | گل‌زده | گل‌خورده | تفاضل‌گل | امتیاز | صلاحیت             |
| ---- | --------------------- | ---- | --- | ----- | ---- | ----- | ------- | ------- | ------ | ------------------ |
| ۱    | گوانگژو اورگراند      | ۶    | ۳   | ۲     | ۱    | ۱۴    | ۵       | ۹+      | ۱۱     | صعود به مرحله حذفی |
| ۲    | چونبوک هیوندای موتورز | ۶    | ۲   | ۴     | ۰    | ۱۰    | ۶       | ۴+      | ۱۰     | صعود به مرحله حذفی |
| ۳    | اوراوا رد دایموندز    | ۶    | ۳   | ۱     | ۲    | ۱۱    | ۱۱      | ۰       | ۱۰     |                    |
| ۴    | موانگتونگ یونایتد     | ۶    | ۰   | ۱     | ۵    | ۴     | ۱۷      | ۱۳−     | ۱      |                    |

### گروه G
| رتبه | تیم              | بازی | برد | تساوی | باخت | گل‌زده | گل‌خورده | تفاضل‌گل | امتیاز | صلاحیت             |
| ---- | ---------------- | ---- | --- | ----- | ---- | ----- | ------- | ------- | ------ | ------------------ |
| ۱    | بنیادکار         | ۶    | ۲   | ۴     | ۰    | ۶     | ۳       | ۳+      | ۱۰     | صعود به مرحله حذفی |
| ۲    | بیجینگ گوان      | ۶    | ۲   | ۳     | ۱    | ۴     | ۲       | ۲+      | ۹      | صعود به مرحله حذفی |
| ۳    | پوهانگ استیلرز   | ۶    | ۱   | ۴     | ۱    | ۵     | ۶       | ۱−      | ۷      |                    |
| ۴    | سانفریس هیروشیما | ۶    | ۰   | ۳     | ۳    | ۲     | ۶       | ۴−      | ۳      |                    |

### گروه H
| رتبه | تیم                   | بازی | برد | تساوی | باخت | گل‌زده | گل‌خورده | تفاضل‌گل | امتیاز | صلاحیت             |
| ---- | --------------------- | ---- | --- | ----- | ---- | ----- | ------- | ------- | ------ | ------------------ |
| ۱    | کاشیوا ریسول          | ۶    | ۴   | ۲     | ۰    | ۱۴    | ۴       | ۱۰+     | ۱۴     | صعود به مرحله حذفی |
| ۲    | سنترال کوست مارینرز   | ۶    | ۲   | ۱     | ۳    | ۵     | ۹       | ۴−      | ۷      | صعود به مرحله حذفی |
| ۳    | گوئیژو رن             | ۶    | ۱   | ۳     | ۲    | ۶     | ۷       | ۱−      | ۶      |                    |
| ۴    | سوون سامسونگ بلووینگز | ۶    | ۰   | ۴     | ۲    | ۴     | ۹       | ۵−      | ۴      |                    |

## مرحله حذفی
در مرحله حذفی، ۱۶ تیم به صورت تک‌حذفی به رقابت پرداختند. هر بازی به صورت رفت و برگشت برگزار شد. در صورت لزوم، از قانون گل زده در خانه حریف، وقت اضافه (گل زده در خانه حریف در وقت اضافه لحاظ نمی‌شود) و ضربات پنالتی برای تعیین برنده استفاده شد.
|  | یک‌هشتم نهایی          | یک‌هشتم نهایی | یک‌هشتم نهایی            | یک‌هشتم نهایی |   |                     | یک‌چهارم نهایی | یک‌چهارم نهایی | یک‌چهارم نهایی | یک‌چهارم نهایی |  |  | نیمه نهایی | نیمه نهایی | نیمه نهایی | نیمه نهایی |  |  | فینال | فینال | فینال | فینال |  |
|  |                       |              |                         |              |   |                     |               |               |               |               |  |  |            |            |            |            |  |  |       |       |       |       |  |
|  | الجیش                 | ۱            | ۰                       | ۱            |   |                     |               |               |               |               |  |  |            |            |            |            |  |  |       |       |       |       |  |
|  | الجیش                 | ۱            | ۰                       | ۱            |   |                     |               |               |               |               |  |  |            |            |            |            |  |  |       |       |       |       |  |
|  | الاهلی                | ۱            | ۲                       | ۳            |   |                     |               |               |               |               |  |  |            |            |            |            |  |  |       |       |       |       |  |
|  | الاهلی                | ۱            | ۲                       | ۳            |   | الاهلی              | ۱             | ۰             | ۱             |               |  |  |            |            |            |            |  |  |       |       |       |       |  |
|  |                       |              |                         |              |   | الاهلی              | ۱             | ۰             | ۱             |               |  |  |            |            |            |            |  |  |       |       |       |       |  |
|  |                       |              | سئول                    | ۱            | ۱ | ۲                   |               |               |               |               |  |  |            |            |            |            |  |  |       |       |       |       |  |
|  | بیجینگ گوان           | ۰            | سئول                    | ۱            | ۱ | ۲                   | ۱             | ۱             |               |               |  |  |            |            |            |            |  |  |       |       |       |       |  |
|  | بیجینگ گوان           | ۰            |                         |              |   |                     |               |               |               |               |  |  |            |            |            |            |  |  |       |       |       |       |  |
|  | سئول                  | ۰            | ۳                       | ۳            |   |                     |               |               |               |               |  |  |            |            |            |            |  |  |       |       |       |       |  |
|  | سئول                  | ۰            | ۳                       | ۳            |   | سئول                | ۲             | ۲             | ۴             |               |  |  |            |            |            |            |  |  |       |       |       |       |  |
|  |                       |              |                         |              |   |                     |               |               |               |               |  |  |            |            |            |            |  |  |       |       |       |       |  |
|  |                       |              | استقلال                 | ۰            | ۲ | ۲                   |               |               |               |               |  |  |            |            |            |            |  |  |       |       |       |       |  |
|  | الشباب العربی         | ۲            | استقلال                 | ۰            | ۲ | ۲                   | ۰             | ۲             |               |               |  |  |            |            |            |            |  |  |       |       |       |       |  |
|  | الشباب العربی         | ۲            |                         |              |   |                     |               |               |               |               |  |  |            |            |            |            |  |  |       |       |       |       |  |
|  | استقلال               | ۴            | ۰                       | ۴            |   |                     |               |               |               |               |  |  |            |            |            |            |  |  |       |       |       |       |  |
|  | استقلال               | ۴            | ۰                       | ۴            |   | استقلال             | ۱             | ۲             | ۳             |               |  |  |            |            |            |            |  |  |       |       |       |       |  |
|  |                       |              |                         |              |   | استقلال             | ۱             | ۲             | ۳             |               |  |  |            |            |            |            |  |  |       |       |       |       |  |
|  |                       |              | بوریرام یونایتد         | ۰            | ۱ | ۱                   |               |               |               |               |  |  |            |            |            |            |  |  |       |       |       |       |  |
|  | بوریرام یونایتد       | ۲            | بوریرام یونایتد         | ۰            | ۱ | ۱                   | ۰             | ۲             |               |               |  |  |            |            |            |            |  |  |       |       |       |       |  |
|  | بوریرام یونایتد       | ۲            |                         |              |   |                     |               |               |               |               |  |  |            |            |            |            |  |  |       |       |       |       |  |
|  | بنیادکار              | ۱            | ۰                       | ۱            |   |                     |               |               |               |               |  |  |            |            |            |            |  |  |       |       |       |       |  |
|  | بنیادکار              | ۱            | ۰                       | ۱            |   | سئول                | ۲             | ۱             | ۳             |               |  |  |            |            |            |            |  |  |       |       |       |       |  |
|  |                       |              |                         |              |   |                     |               |               |               |               |  |  |            |            |            |            |  |  |       |       |       |       |  |
|  |                       |              | گوانگژو اورگراند (گ.ز.) | ۲            | ۱ | ۳                   |               |               |               |               |  |  |            |            |            |            |  |  |       |       |       |       |  |
|  | چونبوک هیوندای موتورز | ۰            | گوانگژو اورگراند (گ.ز.) | ۲            | ۱ | ۳                   | ۲             | ۲             |               |               |  |  |            |            |            |            |  |  |       |       |       |       |  |
|  | چونبوک هیوندای موتورز | ۰            |                         |              |   |                     |               |               |               |               |  |  |            |            |            |            |  |  |       |       |       |       |  |
|  | کاشیوا ریسول          | ۲            | ۳                       | ۵            |   |                     |               |               |               |               |  |  |            |            |            |            |  |  |       |       |       |       |  |
|  | کاشیوا ریسول          | ۲            | ۳                       | ۵            |   | کاشیوا ریسول (گ.ز.) | ۱             | ۲             | ۳             |               |  |  |            |            |            |            |  |  |       |       |       |       |  |
|  |                       |              |                         |              |   | کاشیوا ریسول (گ.ز.) | ۱             | ۲             | ۳             |               |  |  |            |            |            |            |  |  |       |       |       |       |  |
|  |                       |              | الشباب                  | ۱            | ۲ | ۳                   |               |               |               |               |  |  |            |            |            |            |  |  |       |       |       |       |  |
|  | الغرافه               | ۱            | الشباب                  | ۱            | ۲ | ۳                   | ۰             | ۱             |               |               |  |  |            |            |            |            |  |  |       |       |       |       |  |
|  | الغرافه               | ۱            |                         |              |   |                     |               |               |               |               |  |  |            |            |            |            |  |  |       |       |       |       |  |
|  | الشباب                | ۲            | ۳                       | ۵            |   |                     |               |               |               |               |  |  |            |            |            |            |  |  |       |       |       |       |  |
|  | الشباب                | ۲            | ۳                       | ۵            |   | کاشیوا ریسول        | ۱             | ۰             | ۱             |               |  |  |            |            |            |            |  |  |       |       |       |       |  |
|  |                       |              |                         |              |   |                     |               |               |               |               |  |  |            |            |            |            |  |  |       |       |       |       |  |
|  |                       |              | گوانگژو اورگراند        | ۴            | ۴ | ۸                   |               |               |               |               |  |  |            |            |            |            |  |  |       |       |       |       |  |
|  | سنترال کوست مارینرز   | ۱            | گوانگژو اورگراند        | ۴            | ۴ | ۸                   | ۰             | ۱             |               |               |  |  |            |            |            |            |  |  |       |       |       |       |  |
|  | سنترال کوست مارینرز   | ۱            |                         |              |   |                     |               |               |               |               |  |  |            |            |            |            |  |  |       |       |       |       |  |
|  | گوانگژو اورگراند      | ۲            | ۳                       | ۵            |   |                     |               |               |               |               |  |  |            |            |            |            |  |  |       |       |       |       |  |
|  | گوانگژو اورگراند      | ۲            | ۳                       | ۵            |   | گوانگژو اورگراند    | ۲             | ۴             | ۶             |               |  |  |            |            |            |            |  |  |       |       |       |       |  |
|  |                       |              |                         |              |   | گوانگژو اورگراند    | ۲             | ۴             | ۶             |               |  |  |            |            |            |            |  |  |       |       |       |       |  |
|  |                       |              | لخویا                   | ۰            | ۱ | ۱                   |               |               |               |               |  |  |            |            |            |            |  |  |       |       |       |       |  |
|  | الهلال                | ۰            | لخویا                   | ۰            | ۱ | ۱                   | ۲             | ۲             |               |               |  |  |            |            |            |            |  |  |       |       |       |       |  |
|  | الهلال                | ۰            |                         |              |   |                     |               |               |               |               |  |  |            |            |            |            |  |  |       |       |       |       |  |
|  | لخویا                 | ۱            | ۲                       | ۳            |   |                     |               |               |               |               |  |  |            |            |            |            |  |  |       |       |       |       |  |

### یک‌هشتم نهایی
در مرحله یک‌هشتم نهایی، برندگان یک گروه با تیم‌های دوم گروه دیگر در همان منطقه بازی کردند و برندگان گروه‌ها میزبان بازی برگشت بودند.
| تیم ۱                 | نتیجه نهایی | تیم ۲            | بازی رفت  | بازی برگشت |
| منطقه غرب             | منطقه غرب   | منطقه غرب        | منطقه غرب | منطقه غرب  |
| --------------------- | ----------- | ---------------- | --------- | ---------- |
| الغرافه               | ۱–۵         | الشباب           | ۱–۲       | ۰–۳        |
| الجیش                 | ۱–۳         | الاهلی           | ۱–۱       | ۰–۲        |
| الهلال                | ۲–۳         | لخویا            | ۰–۱       | ۲–۲        |
| الشباب العربی         | ۲–۴         | استقلال          | ۲–۴       | ۰–۰        |
| منطقه شرق             |             |                  |           |            |
| بیجینگ گوان           | ۱–۳         | سئول             | ۰–۰       | ۱–۳        |
| بوریرام یونایتد       | ۲–۱         | بنیادکار         | ۲–۱       | ۰–۰        |
| سنترال کوست مارینرز   | ۱–۵         | گوانگژو اورگراند | ۱–۲       | ۰–۳        |
| چونبوک هیوندای موتورز | ۲–۵         | کاشیوا ریسول     | ۰–۲       | ۲–۳        |

### یک‌چهارم نهایی
قرعه‌کشی مرحله یک‌چهارم نهایی، نیمه نهایی و فینال (برای تعیین ترتیب دو بازی رفت و برگشت) در ۲۰ ژوئن ۲۰۱۳ برگزار شد. در این قرعه‌کشی، تیم‌های مناطق مختلف می‌توانستند با یکدیگر بازی کنند و قانون «حمایت از کشور» اعمال شد: اگر دقیقاً دو تیم از یک انجمن وجود داشته باشد، نمی‌توانند در مرحله یک‌چهارم نهایی با یکدیگر بازی کنند؛ با این حال، اگر بیش از دو تیم از یک انجمن وجود داشته باشد، می‌توانند در مرحله یک‌چهارم نهایی با یکدیگر بازی کنند.
| تیم ۱            | نتیجه نهایی | تیم ۲           | بازی رفت | بازی برگشت |
| ---------------- | ----------- | --------------- | -------- | ---------- |
| الاهلی           | ۱–۲         | سئول            | ۱–۱      | ۰–۱        |
| استقلال          | ۳–۱         | بوریرام یونایتد | ۱–۰      | ۲–۱        |
| کاشیوا ریسول     | ۳–۳ (گ.ز.)  | الشباب          | ۱–۱      | ۲–۲        |
| گوانگژو اورگراند | ۶–۱         | لخویا           | ۲–۰      | ۴–۱        |

### نیمه نهایی
| تیم ۱        | نتیجه نهایی | تیم ۲            | بازی رفت | بازی برگشت |
| ------------ | ----------- | ---------------- | -------- | ---------- |
| سئول         | ۴–۲         | استقلال          | ۲–۰      | ۲–۲        |
| کاشیوا ریسول | ۱–۸         | گوانگژو اورگراند | ۱–۴      | ۰–۴        |

### فینال
| سئول                         | ۲–۲    | گوانگژو اورگراند          |
| ---------------------------- | ------ | ------------------------- |
| اسکودرو ۱۱' · دامیانوویچ ۸۳' | Report | الکسون ۳۰' · گائو لین ۵۸' |

| گوانگژو اورگراند | ۱–۱    | سئول           |
| ---------------- | ------ | -------------- |
| الکسون ۵۸'       | Report | دامیانوویچ ۶۳' |

۳–۳ در مجموع؛ گوانگژو اورگراند با گل زده در خانه حریف برنده شد.

## قهرمان
| قهرمان لیگ قهرمانان آسیا ۲۰۱۳ |
| ----------------------------- |
| گوانگژو اورگراند              |
| اولین قهرمانی                 |

## جوایز
| جایزه             | بازیکن | تیم              |
| ----------------- | ------ | ---------------- |
| باارزش‌ترین بازیکن | موریکی | گوانگژو اورگراند |
| گلزن برتر         | موریکی | گوانگژو اورگراند |

| تیم منتخب | تیم منتخب        | تیم منتخب        |
| پست       | بازیکن           | تیم              |
| --------- | ---------------- | ---------------- |
| GK        | کیم یانگ دائه    | سئول             |
| DF        | ژانگ لینپنگ      | گوانگژو اورگراند |
| DF        | حنیف عمران‌زاده   | استقلال          |
| DF        | دایسوکه سوزوکی   | کاشیوا ریسول     |
| DF        | سان جیانگ        | گوانگژو اورگراند |
| MF        | ژنگ ژی           | گوانگژو اورگراند |
| MF        | داریو کونکا      | گوانگژو اورگراند |
| MF        | جواد نکونام      | استقلال          |
| FW        | موریکی           | گوانگژو اورگراند |
| FW        | دیان دامیانوویچ  | سئول             |
| FW        | الکسون           | گوانگژو اورگراند |
| تیم ذخیره |                  |                  |
| GK        | تاکانوری سوگنو   | کاشیوا ریسول     |
| DF        | کواک تائه-هوی    | الشباب           |
| DF        | تیراتون بونماتان | بوریرام یونایتد  |
| DF        | کیم جین کیو      | سئول             |
| MF        | ها دائه-سونگ     | سئول             |
| MF        | یورگی واگنر      | کاشیوا ریسول     |
| FW        | ماساتو کودو      | کاشیوا ریسول     |

## آمار تماشاگران
| #  | تیم                   | میانگین تماشاگر |
| -- | --------------------- | --------------- |
| ۱  | استقلال               | ۵۶.۵۴۸          |
| ۲  | گوانگژو اورگراند      | ۴۴.۵۸۵          |
| ۳  | تراکتور سازی          | ۴۰.۷۵۶          |
| ۴  | جیانگسو سینتی         | ۳۸.۰۴۳          |
| ۵  | بیجینگ گوان           | ۳۴.۲۷۳          |
| ۶  | گوئیژو رن             | ۲۵.۱۳۳          |
| ۷  | اوراوا رد دایموندز    | ۲۱.۶۴۶          |
| ۸  | بوریرام یونایتد       | ۱۹.۰۴۰          |
| ۹  | سئول                  | ۱۷.۷۶۶          |
| ۱۰ | الجزیره               | ۱۳.۴۸۴          |
| ۱۱ | الاهلی                | ۱۲.۹۴۰          |
| ۱۲ | الهلال                | ۱۲.۶۱۱          |
| ۱۳ | وگالتا سندای          | ۱۰.۱۰۷          |
| ۱۴ | موانگتونگ یونایتد     | ۹.۲۹۱           |
| ۱۵ | پاختاکور              | ۹.۱۵۲           |
| ۱۶ | چونبوک هیوندای موتورز | ۸.۷۵۶           |
| ۱۷ | الجیش                 | ۸.۷۱۶           |
| ۱۸ | کاشیوا ریسول          | ۸.۶۵۹           |
| ۱۹ | بنیادکار              | ۸.۱۶۰           |
| ۲۰ | العین                 | ۷.۰۳۱           |
| ۲۱ | پوهانگ استیلرز        | ۶.۶۹۰           |
| ۲۲ | سنترال کوست مارینرز   | ۶.۱۵۶           |
| ۲۳ | سانفریس هیروشیما      | ۵.۸۹۷           |
| ۲۴ | سوون سامسونگ بلووینگز | ۵.۵۰۶           |
| ۲۵ | سپاهان                | ۵.۳۴۱           |
| ۲۶ | الشباب                | ۵.۲۲۶           |
| ۲۷ | الغرافه               | ۴.۸۹۲           |
| ۲۸ | لخویا                 | ۴.۴۳۹           |
| ۲۹ | الریان                | ۴.۱۹۶           |
| ۳۰ | النصر                 | ۳.۴۱۵           |
| ۳۱ | الشباب العربی         | ۲.۱۸۱           |
| ۳۲ | الاتفاق               | ۱.۲۶۱           |